# The Danger Signal
The Danger Signal er en amerikansk stumfilm fra 1915 af Walter Edwin.

## Medvirkende
- Arthur Hoops som Danny Canavan / Dennis Canavan.
- Ruby Hoffman som Beatrice Newnes.
- John Davidson som Rodman Cadbury.
- Frank Belcher som Boss Havens.
- Tom Walsh som Roscoe Newnes.